# Halina Stabrowska
Halina Stabrowska ps. „Wita”, „Pani Marta”, „Kolno”; nazwiska organizacyjne: In Peters, Halina Kocurska, Halina Lechicka, Wanda Żuchowska, Halina Żurowska (ur. 11 kwietnia 1901 w Środzie Wielkopolskiej, zm. 30 listopada 1943 w Warszawie) – bydgoska działaczka społeczna w okresie międzywojennym.

## Życiorys
Halina Stabrowska była córką Telesfora Schmidta (inżynier, pracownik PKP, legionista, twórca szkoły szybowcowej w Fordonie) i Zofii z domu Woźna. Zamieszkiwała w Bydgoszczy i była członkinią Polskiego Białego Krzyża, prowadziła w wojsku pracę kulturalno-oświatową oraz członkini zarządu Polskiego Związku Zachodniego. Wybrana posłem na sejm w 1938 roku oraz odznaczona Złotym Krzyżem Zasługi. We wrześniu 1939 natychmiast po wkroczeniu Niemców została aresztowana, ale 25 września 1939 wykupiła ją rodzina. Zbiegła do Warszawy pod zmienionym nazwiskiem, a tam zgłosiła się do dyspozycji gen. Michała Karaszewicza-Tokarzewskiego, przez którego została wprowadzona do Służby Zwycięstwu Polski. Pełniła wiele odpowiedzialnych funkcji: zastępca szefa Wydziału Personalno-Legalizacyjnego Oddziału Organizacyjnego KG SZP-ZWZ, szef Wydziału Legalizacji od 1 lipca 1940, współpracowała z komórką KG Armii Krajowej prowadzącą działalność dywersyjną na terenie Rzeszy Niemieckiej od 1942 roku, a od stycznia 1943 roku była kierowniczką sekretariatu dowódcy Obszaru Zachodniego gen. Tadeusza Komorowskiego „Bora”. Ze względu na zagrożenie wynikające z aresztowań osób, z którymi się kontaktowała często zmieniała nazwiska i mieszkania. Aresztowana 16 października 1943 roku przy ul. Niemcewicza 9 w mieszkaniu swojej przyjaciółki Barbary Przeradzkiej ps. „Basia” (poszukiwana przez gestapo) pod nazwiskiem Żuchowska. Podczas rewizji znaleziono 3 fałszywe kenkarty na 3 różne nazwiska z jej fotografiami. Została osadzona na Pawiaku, gdzie przeszła ciężkie śledztwo, ale nikogo nie wydała. Rozstrzelana w ulicznej egzekucji ok. 50 więźniów z Pawiaka, w tym 5 kobiet przy ul. Solec 63.
Na kamienicy przy ul. Mickiewicza w Bydgoszczy znajduje się tablica poświęcona jej pamięci.

## Ordery i odznaczenia
- Order Virtuti Militari – pośmiertnie
- Krzyż Walecznych – pośmiertnie
- Złoty Krzyż Zasługi